# 河島康一
河島 康一（かわしま こういち、1966年1月26日 - ）は、NHKのシニアアナウンサー。

## 人物
北海道函館市生まれ、札幌市で育つ。札幌光星高等学校、中央大学卒業後の1991年入局。初任地は青森で、その後北見→札幌→富山（2002年）→ラジオセンター→釧路→札幌→室蘭（2014年）→福井（2016年）→盛岡（2020年）→秋田（2022年）と勤務。
故郷の北海道内で5局勤務している。
趣味はサイクリング、映画鑑賞、サウナ、サックス。
釧路時代には沢田石和樹、高橋篤史を指導。

## 担当番組
☆は現在担当中
- 北海道中ひざくりげ旅人（北見局、札幌局、釧路局時代）
- ほくほくテレビリポーター
- ネットワークにっぽん 札幌発キャスター
- 番組制作（わくわくラジオ、きらり10代!）（ラジオセンター時代）
- 釧路局放送部副部長（アナウンス統括）
- まるごとニュース北海道釧路
- ネットワークニュース北海道釧路
- NHKニュースおはよう北海道土曜プラス（2012年 - 2014年、札幌局）
- ほっとニュース北海道いぶりDAYひだか
- 福井県のニュース、中継
- 岩手県のニュース
- FMラジオデスク業務（盛岡局）
- 「まじぇ5時」編責（盛岡局）
- 「おつまみラジオ」編責（盛岡局）
- 秋田県のニュース
- ☆ほっとニュース函館（キャスター[注釈 1]：2024年8月 - ）